# ديلو بروان
ديلو بروان (بالإنجليزية: D'Lo Brown)‏ هو مصارع محترف أمريكي، ولد في 22 مارس 1970 في بورلينغتون في الولايات المتحدة.

## وصلات خارجية
- ديلو بروان على موقع WrestlingData.com (الإنجليزية)
- ديلو بروان على موقع CageMatch worker (الإنجليزية)
- ديلو بروان على موقع قاعدة بيانات المصارعة على الإنترنت (الإنجليزية)
- ديلو بروان على موقع عالم المصارعة على الإنترنت (الإنجليزية)
- ديلو بروان على موقع عالم المصارعة على الإنترنت (الإنجليزية)
- ديلو بروان على موقع IMDb (الإنجليزية)